# Laban (tjänstefartyg)
Laban, tidigare Tjänstebåt nr 11, är  en k-märkt svensk tidigare tjänstebåt för Kungliga Sjöfartsstyrelsen, som byggdes med skrov i kravellbyggt svensk ek av Dockstavarvet, i Docksta i Kramfors kommun, 1958. Tjänstebåt nr 11 användes mellan 1958 och 1973 på fyrplatser, först Holmögadd och senare Eggegrund, av fyrvaktarna till post- och proviantresor, främst till Bönans lotsstation. Hon har därefter varit i privat ägo.
Båten är 7,5 meter lång och 2,4 meter bred och var från början försedd med en encylindrig råoljemotor från Seffle motorfabrik i Säffle. Motorn har senare ersatts av en dieselmotor. 